# 삼성중공업 럭비단
삼성중공업 럭비단은 1995년부터 2015년까지 존재한 대한민국의 럭비단이다.
창단 이래 전국체육대회 10연패를 달성했으며, 1999년 백상체육대상 최우수단체상을 수상하였다. 2002년 아시안 게임에서는 럭비 국가대표에 소속 선수 10명이 출전하여 7인제, 15인제 경기에서 금메달을 획득하는데 기여하였다. 1997년부터 어린이 럭비교실을 운영하여 현재까지 800여명이 수료하는 등 럭비 발전에 이바지한 명실상부 대한민국 최고의 럭비단이었다. 2015년 3월 모기업의 재정난을 이유로 해체됐다.

## 연혁
- 1995년 1월 24일 삼성중공업 럭비단 창단
- 1997년 1월 24일 삼성전관(삼성SDI)에서 럭비단 인수 (연고지 울산광역시)
- 2002년 12월 대한체육회 우수단체상 수상
- 2006년 12월 대한체육회 우수단체상 수상
- 2007년 삼성중공업에서 럭비단 인수 (연고지 경상남도 거제시)
- 2015년 3월 럭비단 해체

## 주요 성적
- 전국체육대회
  - 우승 (10) : 1996, 1997, 1998, 1999, 2000, 2001, 2002, 2003, 2004, 2005
  - 준우승 (2) : 1995

- 전국춘계리그
  - 우승 (5) : 1997, 1998, 2000, 2008, 2012
  - 준우승 (2) : 1996, 2006

- 대통령기 종별선수권대회
  - 우승 (5) : 1996, 1997, 2001, 2003, 2008
  - 준우승 (1) : 2006

## 시설
삼성중공업 거제조선소 내에 있는 럭비 훈련장을 훈련장으로 사용하였다.

## 같이 보기
- 삼성중공업
- 삼성스포츠